# Nikola Pašić

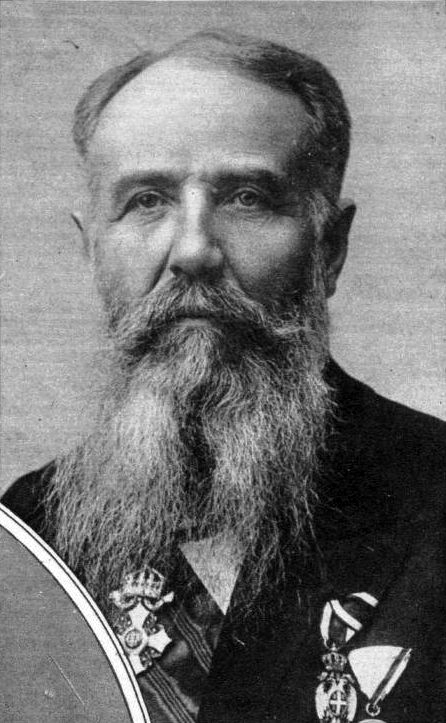
Nikola Pašić (1919)

Nikola Pašić (serbisch-kyrillisch Никола Пашић; * 18. Dezember 1845 in Zaječar, Fürstentum Serbien, Osmanisches Reich; † 10. Dezember 1926 in Belgrad, Königreich Jugoslawien) war ein serbischer Politiker und Staatsmann. Er war fünffacher Ministerpräsident Serbiens und dreifacher Ministerpräsident des Königreiches der Serben, Kroaten und Slowenen sowie Gründer der Radikalen Volkspartei.

## Leben
Baja (sein Spitzname) besuchte das Gymnasium in Zaječar, das während seiner Schulzeit häufig umzog, sodass er auch nach Negotin und Kragujevac reisen musste. Er schloss das Gymnasium im 21. Lebensjahr ab mit ausgezeichnetem Erfolg.
1866 begann er das Studium des Bauwesens an der Technischen Universität Belgrad. Als ausgezeichneter Student wurde er von der serbischen Regierung 1868 mit einem staatlichen Stipendium nach Zürich gesandt. Er studierte dort Bauingenieurwesen an der Eidgenössischen Technischen Hochschule Zürich und schloss das Studium 1872 ab. Während seines Aufenthaltes in der Schweiz stand er dem serbischen Sozialisten Svetozar Marković nahe, wendete sich jedoch später von ihm ab.
Nach einem Praxisjahr beim Bau der Eisenbahnstrecke Budapest-Wien kehrte er nach Serbien zurück. Trotz seiner technischen Berufsausbildung hat er später kaum als Ingenieur gearbeitet.

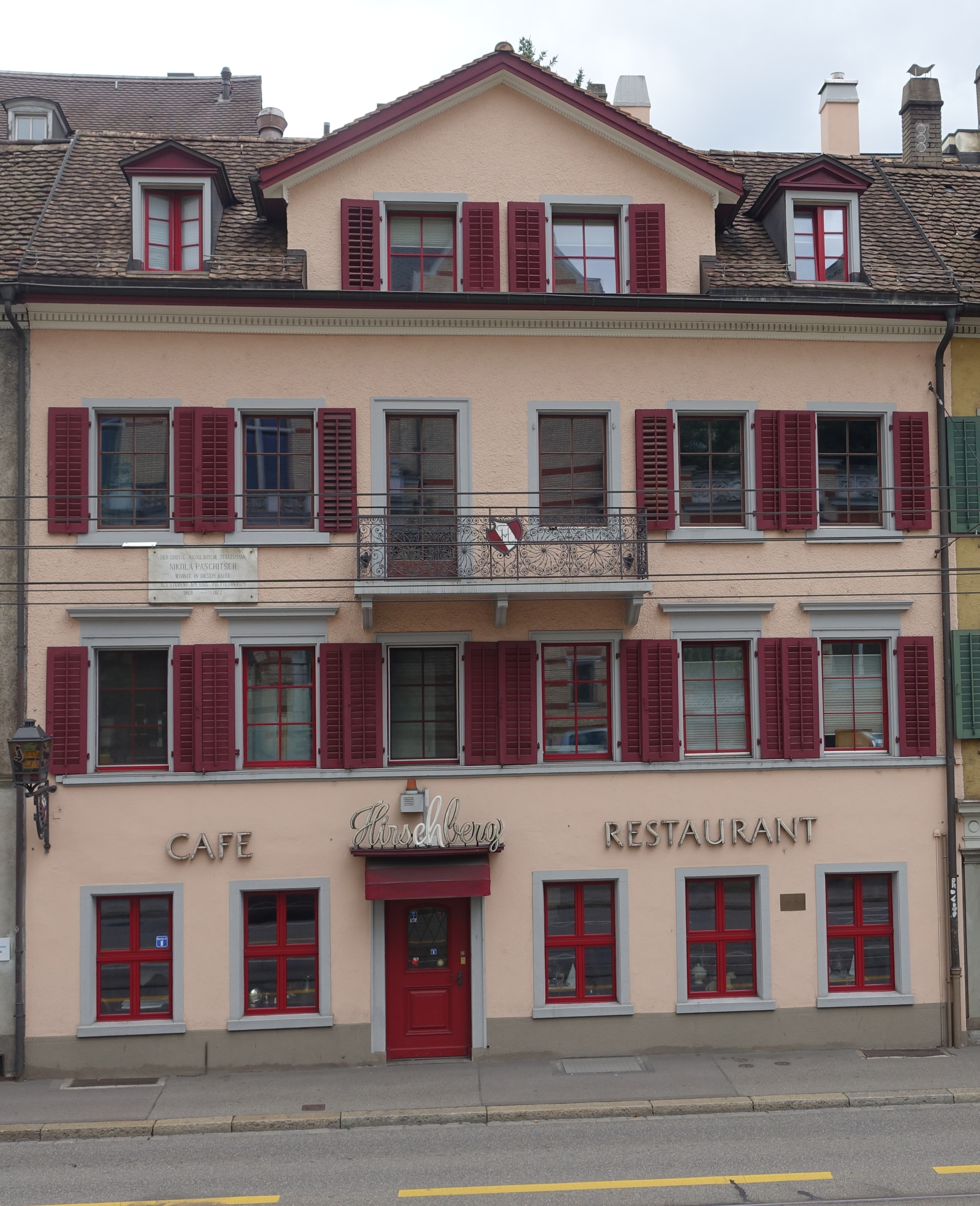
Wohnhaus von Nikola Pašić (1868–1872). Seilergraben 9, Zürich.

Er galt als schweigsam und introvertiert.

### Familie
Nikola Pašić war mit Đurđina Duković, der Tochter eines reichen serbischen Weizenhändlers in Triest, verheiratet. Das Paar heiratete in der russischen Kirche in Florenz und nicht in der serbischen Kirche in Triest, weil der Bräutigam vermeiden wollte, dass die zahlreichen in Triest lebenden Serben die Hochzeit stürmten. Der Ehe entsprossen Sohn Radomir und die Töchter Dara und Pava.

## Politischer Werdegang
Die politische Karriere Pašićs begann 1878, als er in Zaječar zum Volksvertreter gewählt wurde. Ideologisch machte er mehrere Phasen durch: in der Jugend Sozialist und Revolutionär, im Erwachsenenalter ein Kämpfer für die parlamentarische Demokratie, wurde er im fortgeschrittenen Alter zum Konservativen.
1881 wurde die Radikale Volkspartei gegründet, Pašić der erste Präsident des Hauptausschusses der Partei. Wegen seiner Teilnahme am Timoker Aufstand der Bauern gegen den serbischen König Milan I. Obrenović 1883 wurde er in Abwesenheit zum Tode verurteilt,  konnte sich jedoch nach Bulgarien absetzen. Im Zuge des Gerichtsverfahrens gegen die Aufständischen wurde die Radikale Volkspartei aufgelöst. Nach der Abdankung des Königs 1889 wurde Pašić amnestiert, kehrte nach Serbien zurück und übernahm erneut die Führung der wieder begründeten Radikalen Volkspartei.

### Bürgermeister
Pašić war von 1889 bis 1891 und im Jahr 1897 zweimal Bürgermeister von Belgrad. Er organisierte während dieser Zeit die Emission von Anleihen für die Stadt und ließ einige Hauptstraßen pflastern.

### Regierungschef

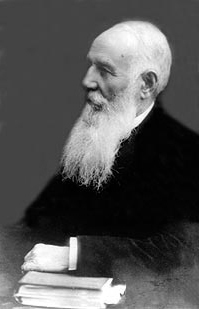
Nikola Pašić

Pašić wurde am 11. Februar 1891 serbischer Regierungschef und vom 21. März 1892 bis 9. August 1892 serbischer Außenminister. Von 1893 bis 1894 wurde er zum Diplomaten und Vertreter Serbiens in Sankt Petersburg. Wegen Meinungsverschiedenheiten in der Innen- und Außenpolitik zerstritten sich während dieser Zeit Pašić und der letzte König der Obrenović-Dynastie, Aleksandar.
Nach einem fehlgeschlagenen Attentat eines Anhängers der Radikalen auf den ehemaligen König Milan 1899, wurde Pašić als Führer der Radikalen zu 5 Jahren Kerker verurteilt, kurz darauf wurde er jedoch begnadigt und freigelassen. Die österreichisch-ungarische Regierung setzte sich dafür ein, die von König Alexander verhängte Hinrichtung Pašić' nicht durchzuführen. Bis zum Mai-Umsturz 1903 verhielt er sich politisch unauffällig. Nach der Ermordung von Aleksandar Obrenović übernahm die Dynastie Karađorđević die Macht in Serbien, und Pašić kehrte in die Politik zurück.
Am 27. November 1904 wurde er zum zweiten Mal Regierungschef und blieb es im Wesentlichen bis zu seinem Tod. Von 1904 bis 1918 war er mit drei kürzeren Unterbrechungen serbischer Premierminister, von 1921 bis 1926 war er mit einer Unterbrechung Regierungschef des Königreiches der Serben, Kroaten und Slowenen.
Er wurde insgesamt fünf Mal zum Vorsitzenden des serbischen Volksparlaments gewählt und war von 1904 bis 1905, von 1906 bis 1908 und von 1912 bis 1918 serbischer Außenminister, außerdem im Jahr 1921 Außenminister des Königreiches der Serben, Kroaten und Slowenen. Er blieb bis zu seinem Tod Vorsitzender der Radikalen Volkspartei.
Den Zollkrieg gegen Österreich-Ungarn (1906–1911) konnte er für Serbien entscheiden; er war froh darüber, Serbiens Landwirtschaft „aus dem Kessel des Balkans in den Weltmarkt“ geführt zu haben. Politisch kooperierte er zunächst mit Russland, nach der Oktoberrevolution mit Frankreich. Er pflegte zu sagen: „die Serben sind zwar ein kleines Volk, aber wir haben kein größeres zwischen Wien und Konstantinopel“.
Anfang 1915 schickte Pašić den orthodoxen Mönch Nikolaj Velimirović nach Großbritannien und in die USA, um die serbischen Interessen zu vertreten und die österreichisch-ungarische Propaganda gegen Serbien zu bekämpfen.
Pašić führte Serbien erfolgreich durch zwei Balkankriege und durch den Ersten Weltkrieg. Er war Präsident der serbischen Delegierten auf der Bukarester Friedenskonferenz 1913 sowie Vorsitzender und Mitunterzeichner der Korfuer Deklaration 1917, in der die Weichen für das künftige gemeinsame Königreich von Serben, Kroaten und Slowenen gestellt wurden. Er war Präsident der Delegierten des Königreiches der Serben, Kroaten und Slowenen auf der Pariser Friedenskonferenz 1919.

### Die Veitstags-Verfassung

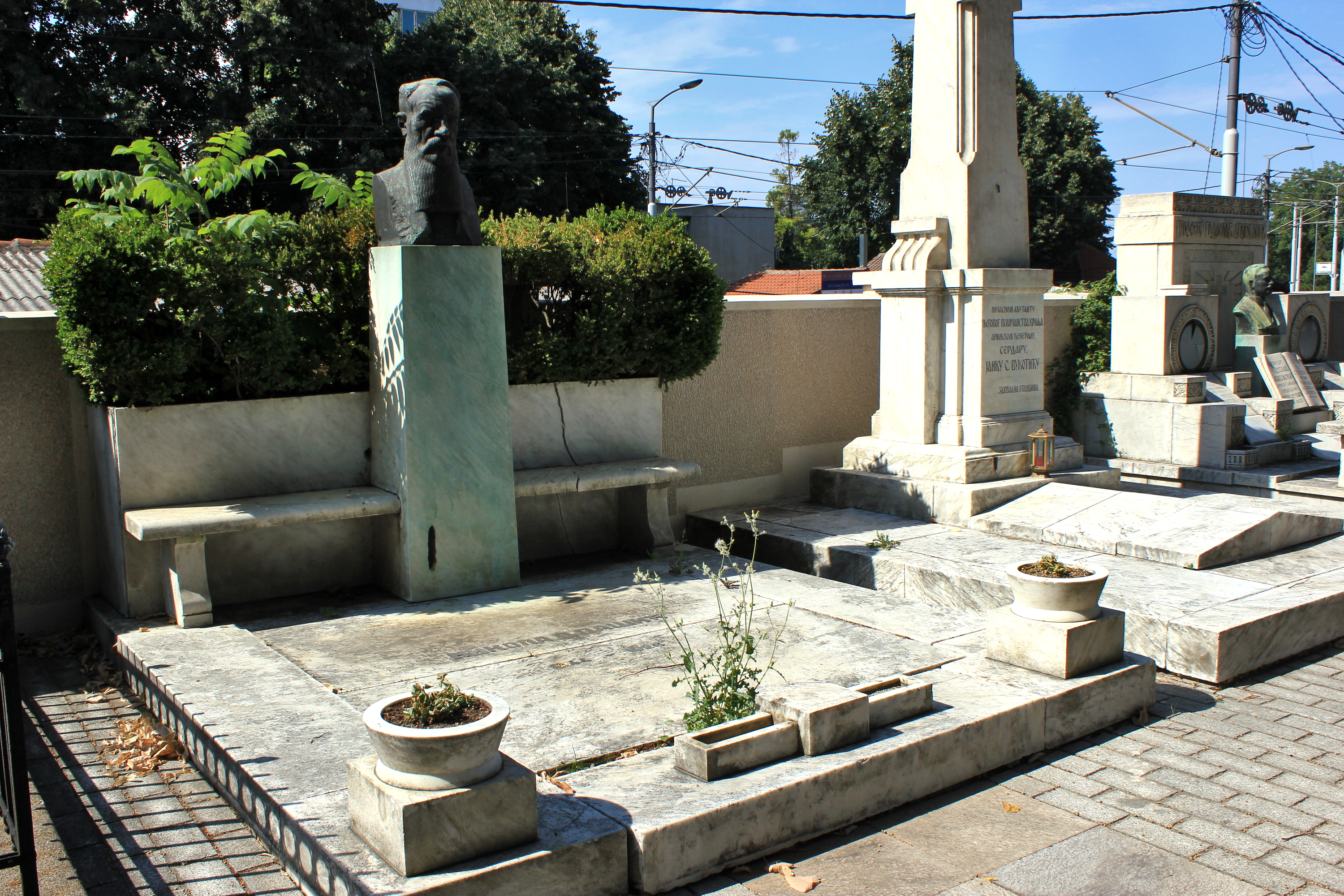
Grab von Nikola Pašić in Belgrad

Pašić war maßgeblich an der Schaffung der Veitstags-Verfassung 1921 beteiligt, mit der das Königreich der Serben, Kroaten und Slowenen als Monarchie begründet wurde. Der serbische König Aleksandar I. Karađorđević konnte sich jedoch mit Pašićs Persönlichkeit nicht anfreunden und setzte ihn als Premierminister ab: Anlässlich einer Audienz am 9. Dezember 1926 übte der König Kritik an einigen Handlungen von Pašićs Sohn und verweigerte Pašić die Mandatsverlängerung. Erschüttert starb Pašić am nächsten Tag, den 10. Dezember 1926, mit 81 Jahren, an einem Herzanfall. Er wurde auf dem Friedhof Novo groblje in Belgrad beerdigt. Pašić war insgesamt 48 Jahre politisch aktiv gewesen.

## Kritik an Pašić
Innenpolitisch wurde er als Radikal-Konservativer von Liberalen und Sozialisten kritisiert.
Außenpolitisch wurde er wegen seiner nationalen Politik von Österreich-Ungarn kritisiert und als Anführer des „Panserbismus“ gebrandmarkt.
Laut dem australischen Historiker Christopher Clark gibt es Hinweise, dass Pašić und der damalige serbische Innenminister im Vorfeld über die Anschläge auf Franz-Ferdinand informiert waren.

## Das politische Erbe Pašićs
In Zaječar wurde 1992 die „Nikola-Pašić-Stiftung“ gegründet. Heute gibt es in Serbien eine „Radikale Partei Nikola Pašić“ und die „Serbische Radikale Partei“ von Vojislav Šešelj. Beide Parteien stehen zwar  in der Tradition der Radikalen Volkspartei, können aber nicht direkt als ihre Nachfolgerparteien bezeichnet werden, weil in Jugoslawien nach dem Zweiten Weltkrieg bis in die 1990er Jahre ein Einparteiensystem herrschte, das die Kontinuität der Radikalen Volkspartei in ihrer ursprünglichen Form unmöglich machte.
Auf dem Nikola-Pašić-Platz in Belgrad steht eine 4,20 Meter hohe Bronzestatue von Pašić.